# Adriano Facchini (pentatleta)
Adriano Facchini (Pesaro, 6 febbraio 1927 – 20 luglio 1969) è stato un pentatleta italiano.

## Biografia
Nato nel 1927 a Pesaro, a 29 anni partecipò ai Giochi olimpici di Melbourne 1956, arrivando 15º nell'individuale con 4035.5 punti, dei quali 667.5 nell'equitazione, 667 nella scherma, 820 nel tiro a segno, 950 nel nuoto e 931 nella corsa.
4 anni dopo prese parte di nuovo alle Olimpiadi, quelle di Roma 1960, terminando 23º nell'individuale con 4412 punti, dei quali 1096 nell'equitazione, 632 nella scherma, 780 nel tiro a segno, 955 nel nuoto e 949 nella corsa e 9º nella gara a squadre insieme a Giulio Giunta e Gaetano Scala con 12401 punti.
Morì nel 1969, a 42 anni.
A lui è intitolato il centro sportivo federale di pentathlon moderno di Pesaro.